# Blockley
Blockley är en civil parish i Storbritannien.   Den ligger i grevskapet Gloucestershire och riksdelen England, i den södra delen av landet, 120 km nordväst om huvudstaden London.
Blockley är känt för filmatiseringen av den brittiska tv-serien Fader Brown som "Kembleford" med Church of St Peter and St Paul i Blockley som den romersk-katolska kyrkan "St Marys" och prästgården som Fader Browns bostad.